# Marcin Radwan-Röhrenschef
Marcin Jan Radwan-Röhrenschef (ur. 5 marca 1969 w Warszawie) – polski prawnik i adwokat, doktor nauk prawnych, od 2023 członek Trybunału Stanu.

## Życiorys
W 1993 został absolwentem Wydziału Prawa i Administracji Uniwersytetu Warszawskiego. Kształcił się także w ramach stażu badawczego na Uniwersytecie Oksfordzkim i w Międzynarodowym Wydziale Prawa Porównawczego w Strasburgu. Był wykładowcą prawa administracyjnego na macierzystej uczelni, obronił tam doktorat z nauk prawnych w tej specjalności. W 1998 uzyskał uprawnienia adwokata. Praktykował w tym zawodzie, został partnerem kancelarii Wardyński i Wspólnicy, a następnie partnerem zarządzającym kancelarii Rö Radwan-Röhrenschef Petruczenko. Występował jako pełnomocnik w sporach gospodarczych, w tym w sprawach międzynarodowych. Został arbitrem m.in. w Sądzie Gospodarczego przy Krajowej Izbie Gospodarczej oraz sędzią Wyższego Sądu Dyscyplinarnego Adwokatury. Pełnił funkcję oficer w Litigation Commitee International Bar Association oraz członka zarządu Polskiego Związku Pracodawców Prawniczych. Autor glos i publikacji naukowych.
Członek kolegium ekspertów instytutu Strategie 2050. 21 listopada 2023 wybrany na członka Trybunału Stanu z rekomendacji klubu Polski 2050 oraz posłów Polskiego Stronnictwa Ludowego i Lewicy.

## Życie prywatne
Syn Janusza i Marty. Żonaty z Anną Radwan-Röhrenschef, ma dwóch synów i córkę.